# Paulinho (calciatore 1994)
Paulinho, pseudonimo di Paulo Roberto Moccelin (São Francisco do Sul, 16 marzo 1994), è un calciatore brasiliano, attaccante del Brusque.

## Carriera
Nel 2013 ha esordito con il Grêmio nella massima serie del campionato brasiliano.